# ホーチミン市工業大学
ホーチミン市工業大学（ホーチミンしこうぎょうだいがく、英語名：Ho Chi Minh City University of Industrial －IUH）は、ベトナムホーチミン市にある国立大学。

## 沿革
- 1956年 ホーチミン市工業大学設立
- 大学情報 (ホーチミン市): - 住所:ホーチミン市ゴーヴァップ区第4坊グエン・ヴァン・バオ通り12,  - 電話番号: (08) 38940390 Fax: (08) 38946268 - Webサイト: www.iuh.edu.vn - メール:
  - 計算部: []
  - 教育部: []
  - 学生募集部: []

## 概要

### 教育内容
- 電子・通信工学（Electronics, Telecommunication Engineering）
- 工業電気工学（Industrial Electric Engineering）
- 地質と石油工学（Geology and Petroleum Engineering）
- 自動化工学（Automation Technology）
- 情報工学（IT）
- 橋梁工学（Bridge Construction）
- 機械工学、情報（Mechanical Engineering, Informatics）
- 自動機械工学（Automatied Mechanical Engineering）
- 服飾工学（Garment Engineering）
- インテリアデザイン（Interior Design）
- 服飾デザイン（Fashion Design）
- 環境工学（Environmental Engineering）
- 食品加工（Food Processing）
- 生物工学（Biological Technology）
- 経営管理学（Business Administration）
- 旅行・レストラン・ホテルマネジメント（Tourism, Restaurant, Hotel Management）
- 会計学・監査学（Accounting, Auditing）
- 英語語学（English language）